# Lopidea chandleri
Lopidea chandleri är en insektsart som beskrevs av Moore 1956. Lopidea chandleri ingår i släktet Lopidea och familjen ängsskinnbaggar. Inga underarter finns listade i Catalogue of Life.